# Stadland
Stadland is een gemeente in de Duitse deelstaat Nedersaksen, gelegen in het landkreis Wesermarsch. De gemeente telt 7.490 inwoners.
De meeste christenen in de gemeente zijn evangelisch-luthers.

## Geschiedenis
Een dorp met de naam Stadland bestaat niet. De gemeente is naar het historische landschap (en in de late middeleeuwen eiland) Stadland genoemd. Dit gebied verloor in de 13e t/m de 15e eeuw voortdurend terrein aan de zee als gevolg van stormvloeden. In 1334 was reeds een Wezerarm met de naam Heete tussen Stadland en het ten noorden gelegen Butjadingen ontstaan. De Sint-Marcellusvloed (1362) veroorzaakte vervolgens het ontstaan van een zeearm met de naam Lockfleth, waardoor Stadland een eiland in de Wezerdelta was geworden.
Op 21 januari 1514 vond de veldslag bij de landweer van Hartwarden plaats, waarna het gebied, dat voordien door min of meer onafhankelijke hoofdelingen van de Oost-Friese gouw van Rüstringen was bestuurd, in handen kwam van het Graafschap Oldenburg. Verhaald wordt, dat de Butjadinger en Stadlander Friezen, aan wie bondgenoot Edzard I van Oost-Friesland, wiens eigen gebied tegelijkertijd ook werd aangevallen, geen hulp kon bieden, een haast onoverwinnelijke wal van ijsblokken hadden opgeworpen om zich tegen de vijand, die numeriek overmachtig was, te weren. Aan de troepen van graaf Johan V van Oldenburg en Delmenhorst en die van Saksen zou echter door een verrader de weg zijn gewezen, om om de ijswal heen te marcheren en zo de slag te winnen. Zie ook: Saksische Vete. De nieuwe heren, de graven van Oldenburg, begonnen in de 16e eeuw met een voor de bevolking gunstig beleid van inpolderingswerken, waardoor veel van het in vroeger eeuwen overstroomde land op de zee werd herwonnen. Vanaf de 16e eeuw (waarin de bevolking ten gevolge van de Reformatie evangelisch-luthers werd) deelde het gebied de historische lotgevallen van het Graafschap Oldenburg, later het Hertogdom Oldenburg.
In 1914, in een periode waarin nationalisme en patriottisme hoogtij vierde, werd nabij de locatie van de slag, ten noorden van Rodenkirchen, ter herinnering aan deze 400 jaar voordien geleverde strijd een monument opgericht. Dit Friesendenkmal stelt een anonieme krijger, de Hartwarder Friese voor, en draagt het Oostfries Nederduitse opschrift Lewer dod as Sklav (Liever dood dan slaaf).

## Indeling van de gemeente
De gemeente bestaat uit vier Ortsteile, die tot aan de jaren 1970 zelfstandige gemeentes waren, en daarna in het kader van een gemeentelijke herindeling zijn samengevoegd:
- Rodenkirchen: met circa 4.000 inwoners het grootste dorp, tevens zetel van het gemeentebestuur; direct aan de Wezer en de Bundesstraße 212 gelegen; reeds voor het jaar 1050 ontstaan; bij de Sint-Marcellusvloed (1362) werd het dorp verwoest en later weer opgebouwd; in de 19e eeuw vonden hier op de markt de keuringen van in de streek gefokte, beroemde hengsten van Oldenburger raspaarden plaats. Tot Rodenkirchen behoort het vogelreservaat Strohauser Plate, een eiland in de Wezer.
- Schwei: agrarisch polderdorp, 7 km ten westen van Rodenkirchen; circa 1.500 inwoners; inclusief de gehuchten Norderschwei, Kötermoor, Süderschwei, Schweieraußendeich, Schweieraltendeich, Schweierfeld en Schwei-West. De naam van het dorp is van hetzelfde Oudfriese woord sweach voor weidegebied afgeleid als men in de Nederlandse plaatsnamen Beetsterzwaag en Zwaag terugvindt.
- Seefeld: aantal inwoners: 1.565 (in 2012); bestaande uit de sterk agrarisch georiënteerde dorpen en gehuchten Augustgroden, Norderseefeld, Seefeld, Seefeldermoor, Norderaußendeich, Morgenland, Süderaußendeich en Reitland. Seefeld, gelegen in de voormalige bedding van het Lockfleth (zie hierboven: Geschiedenis), is een in een anno 1643 aangelegde polder ontstaan dorp; de zich tot aan de oostkust der Jadeboezem uitstrekkende deelgemeente ligt 5 à 7 km ten zuiden van Schwei; Reitland (ca. 200 inwoners) is op sportgebied tot ver in de omtrek befaamd vanwege de vele goede klootschieters.
- Kleinensiel (800 inw.; het bevolkingscijfer daalt voortdurend sedert 1961, toen er 1.350 mensen woonden), aan de Wezer, op de grens met de gemeente Nordenham; 5 km ten noorden van Rodenkirchen. Het dorp bestaat sinds de 11e eeuw en had van de middeleeuwen tot 2004 een bekende veerpont over de Wezer.

## Infrastructuur

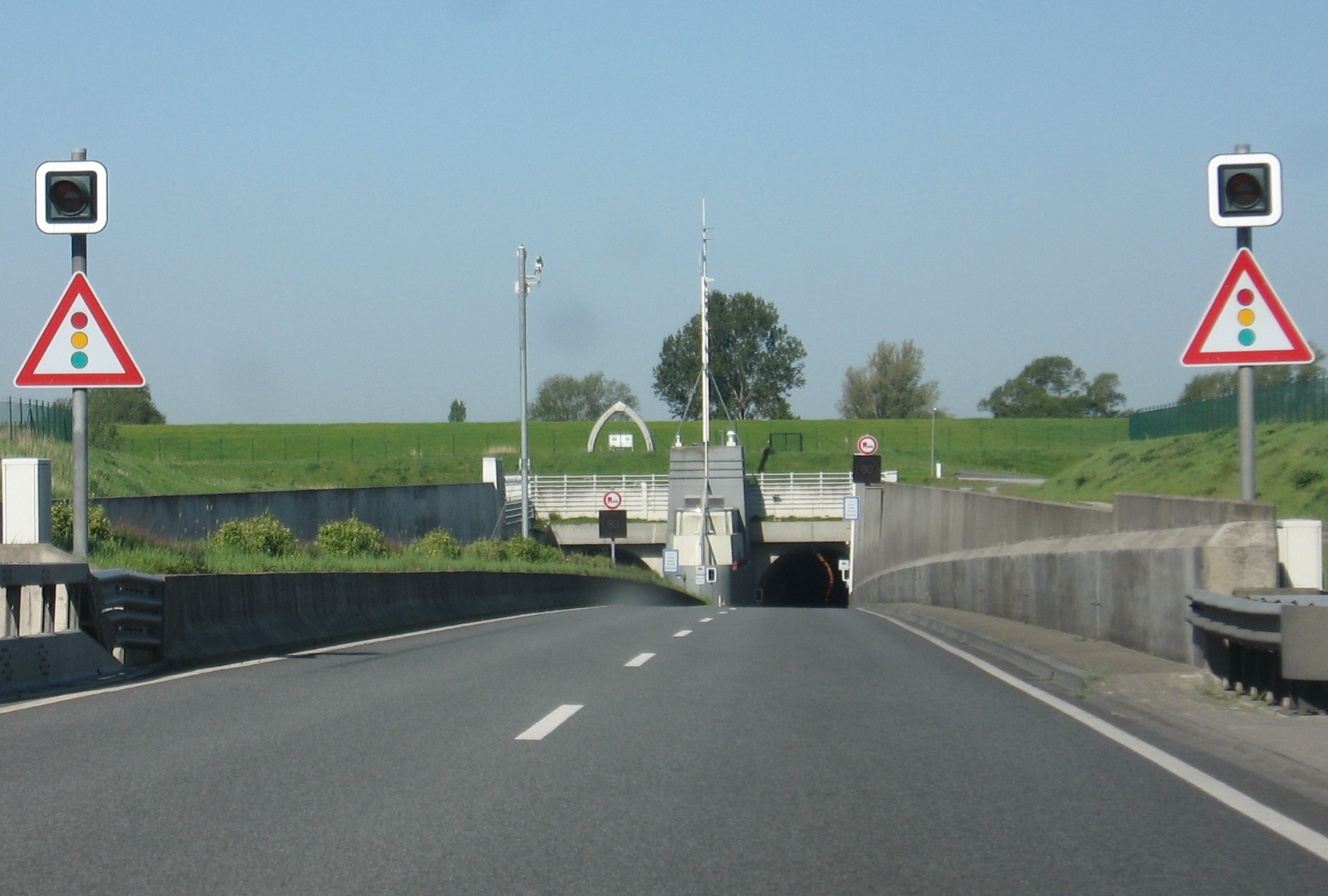
Wesertunnel (1)
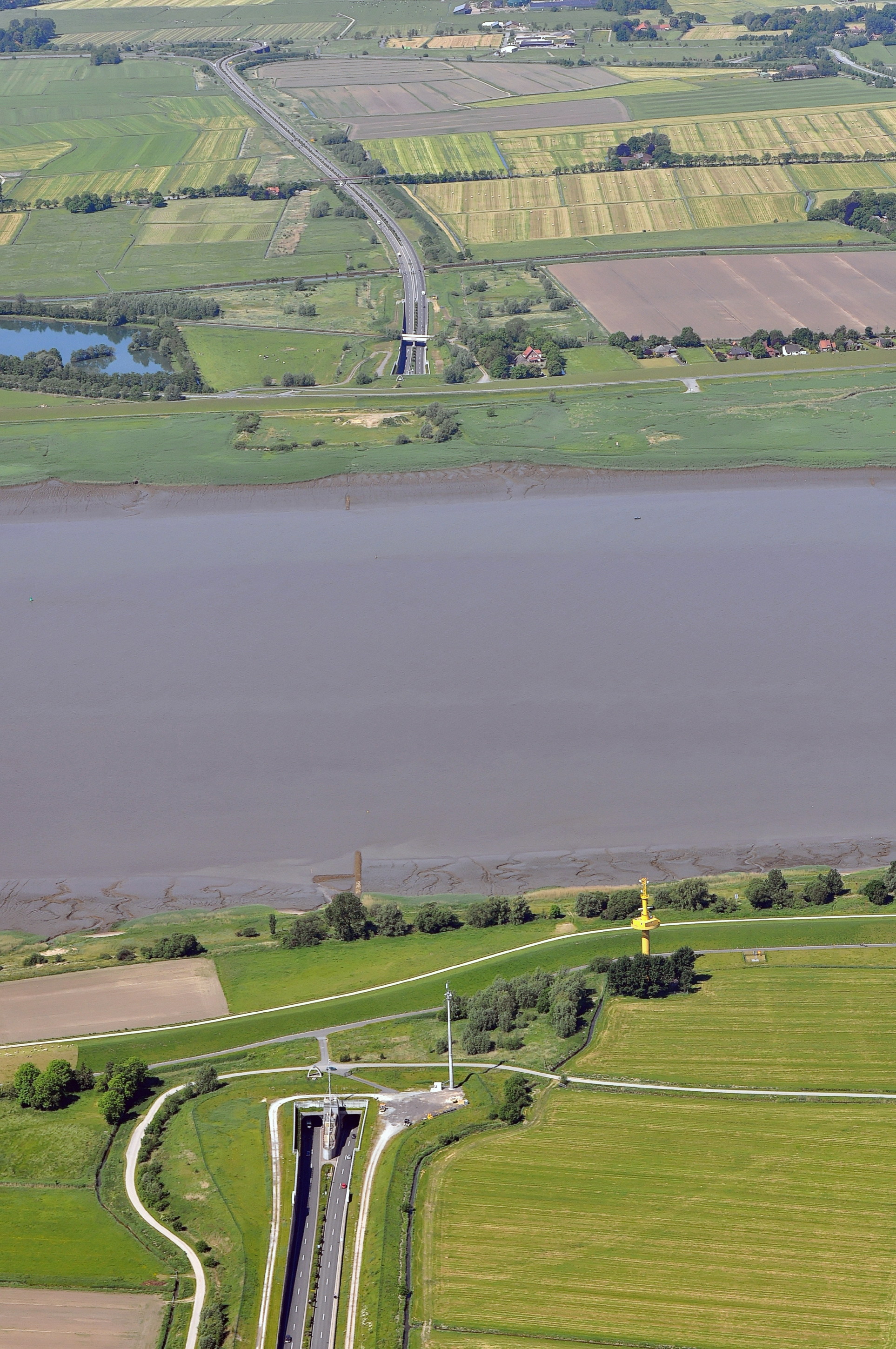
Wesertunnel (2)
Lijnennetkaart S-Bahn Bremen

- Door het noorden van de gemeente, bij Kleinensiel, loopt nabij de grens met de gemeente Nordenham de Bundesstraße 437, sinds 2004 via de tunnel onder de Wezer door, oostwaarts naar afrit 10 van de Autobahn A27 Bremerhaven-Bremen. De B 437 loopt ook om Rodenkirchen heen en westwaarts naar Varel.
- Een belangrijke noord-zuidverbinding is de Bundesstraße 212 naar Delmenhorst.
- Binnen de gemeente ligt aan de spoorlijn Hude - Nordenham-Blexen een stoptreinstation te Kleinensiel en te Rodenkirchen. De lijn wordt als lijn RS4 geëxploiteerd door de Regio-S-Bahn Bremen/Niedersachsen.
- Busverkeer binnen de gemeente wordt verzorgd door een buurtbusdienst, die vanaf station Rodenkirchen enige malen per werkdag een route langs de meeste dorpen in de gemeente rijdt, en eindigt te Kleinensiel. De snelbusdienst lijn 440 Oldenburg-Bremerhaven v.v. doet de gemeente aan.

## Economie
De gemeente kent enig toerisme, vooral dankzij haar ligging aan de Wezeroever en aan enige langeafstands-fietsroutes. Verder leeft de gemeente vooral van de landbouw en van lokaal midden- en kleinbedrijf. De ligging van de gemeente (vlak kustgebied, met een relatief winderig klimaat) maakt het voor exploitanten van windturbines interessant, deze hier te plaatsen.

## Bezienswaardigheden
- St. Mattheüskerk, Rodenkirchen (16e eeuw; eerdere, aan het Heilig Kruis gewijde, kerken dateerden van ca. 1050 en van 1244; delen van die oudere kerken zijn in de 16e-eeuwse kerk ingebouwd): de bekende houtsnijder Ludwig Münstermann (*1575; † 1637 of 1638) maakte in 1629 voor deze kerk een altaar, in 1631 de kansel en in 1637 enige fraaie epitafen.
- De evangelisch-lutherse St. Secunduskerk, Schwei (voltooid 1619; klokkentoren uit 1695): de bekende houtsnijder Ludwig Münstermann maakte in 1618 de kansel en[3]in 1638 het altaarwerk.
- De molen van Seefeld (cultureel trefpunt van het dorp)
- Recreatiestrand langs de Wezer nabij Kleinensiel
- Een aantal boerderijen in Schwei en omgeving is verbouwd tot recreatiewoning of pension.
- Rodenkirchen heeft een levendig dorpscentrum met de feest- en congreszaal Markthalle aan het marktplein. In principe jaarlijks eind september vindt er een grote jaarmarkt (Roonkarker Mart) met kermis en diverse attracties plaats.
- Bij het gehucht Hartwarderwurp staat dicht bij de B 437 een gereconstrueerd huis uit de 10e of 9e eeuw voor de jaartelling (de Bronstijd), Bronzezeithaus Hartwarderwurp of Bronzezeithaus Hahnenknoop. Het is een bescheiden openluchtmuseum, waar af en toe het leven in de Bronstijd wordt nagebootst, o.a. door demonstraties brood bakken op bronstijdmanier.

## Buurgemeentes
Naburige gemeenten zijn:
- Butjadingen in het noordwesten
- Nordenham in het noordoosten
- Jade in het zuidwesten
- Ovelgönne in het zuiden
- Brake (Unterweser) in het zuidoosten.

Ten westen van de gemeente ligt de Jadeboezem. Ten oosten van de gemeente bevindt zich de benedenloop van de Wezer.

## Afbeeldingen

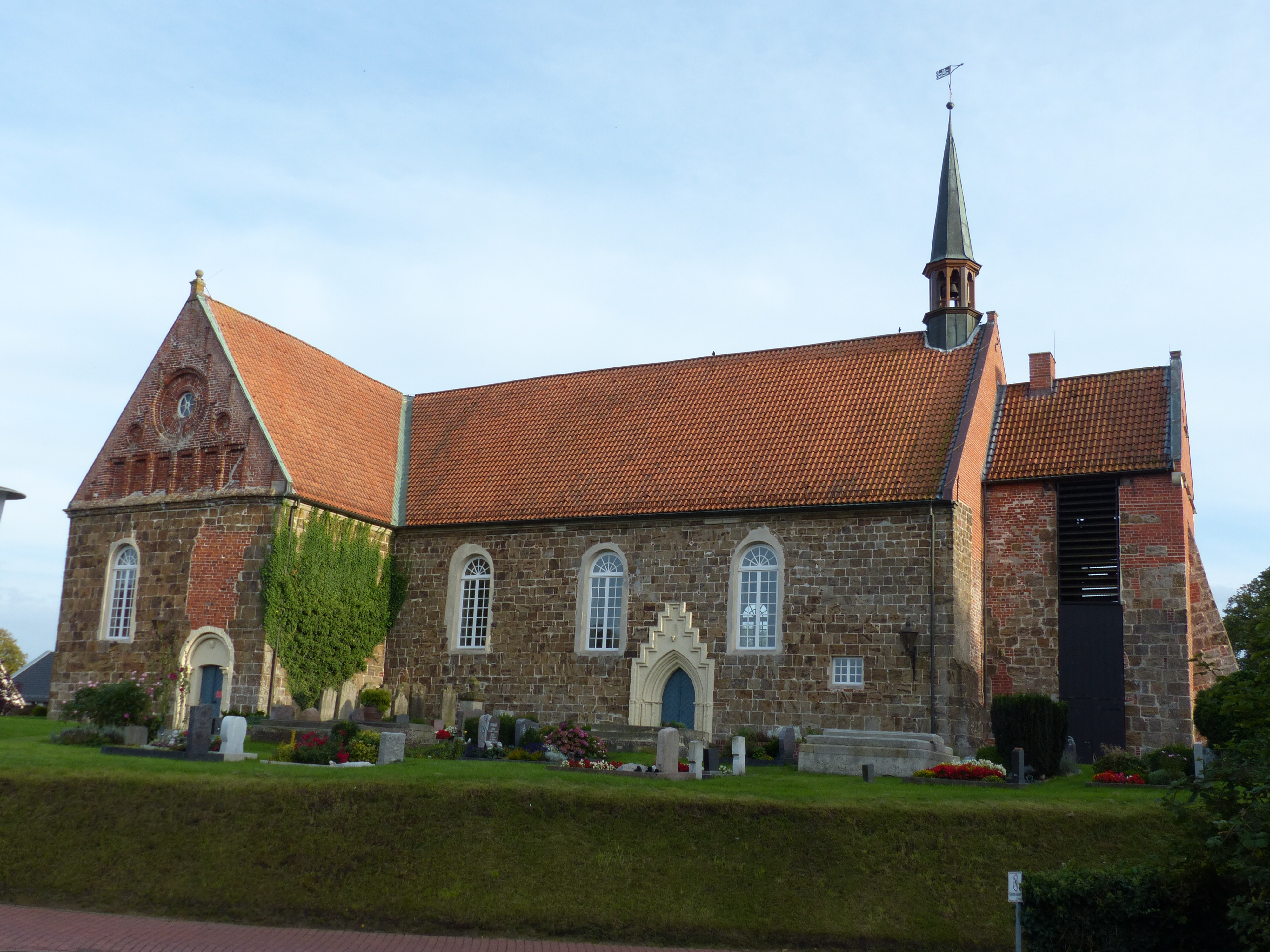
Mattheüskerk, Rodenkirchen
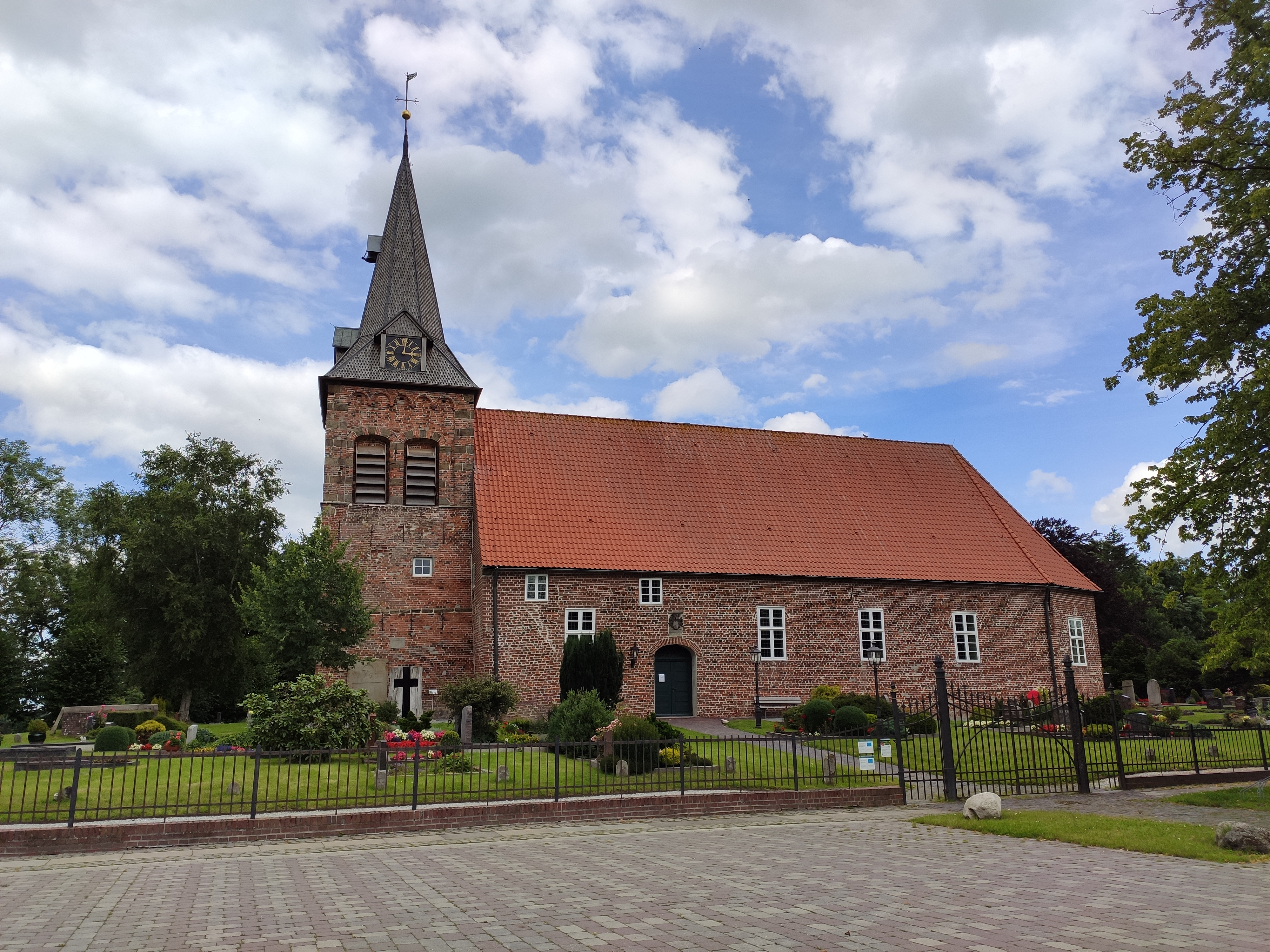
St. Secunduskerk, Schwei
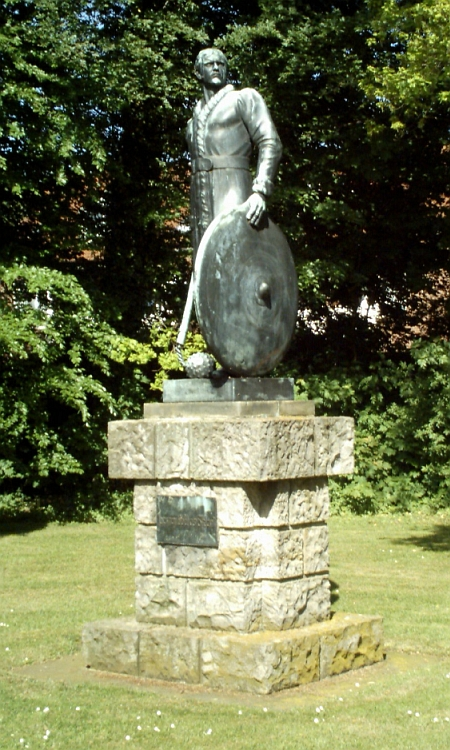
Friesendenkmal (Stadland-Rodenkirchen)
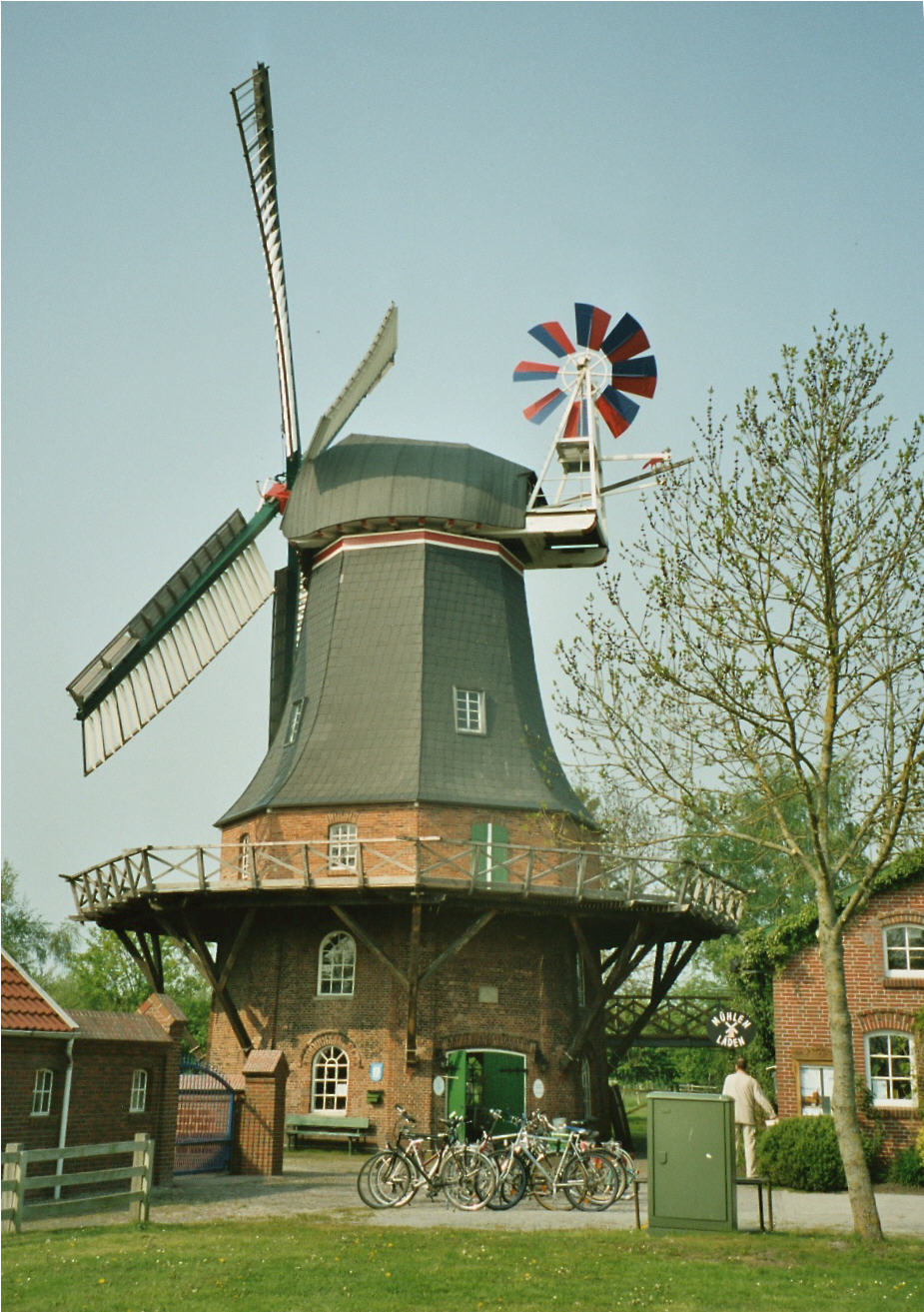
De molen van Seefeld
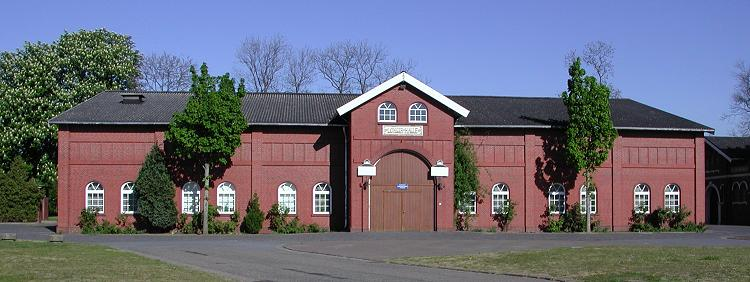
Markthalle (Stadland-Rodenkirchen)
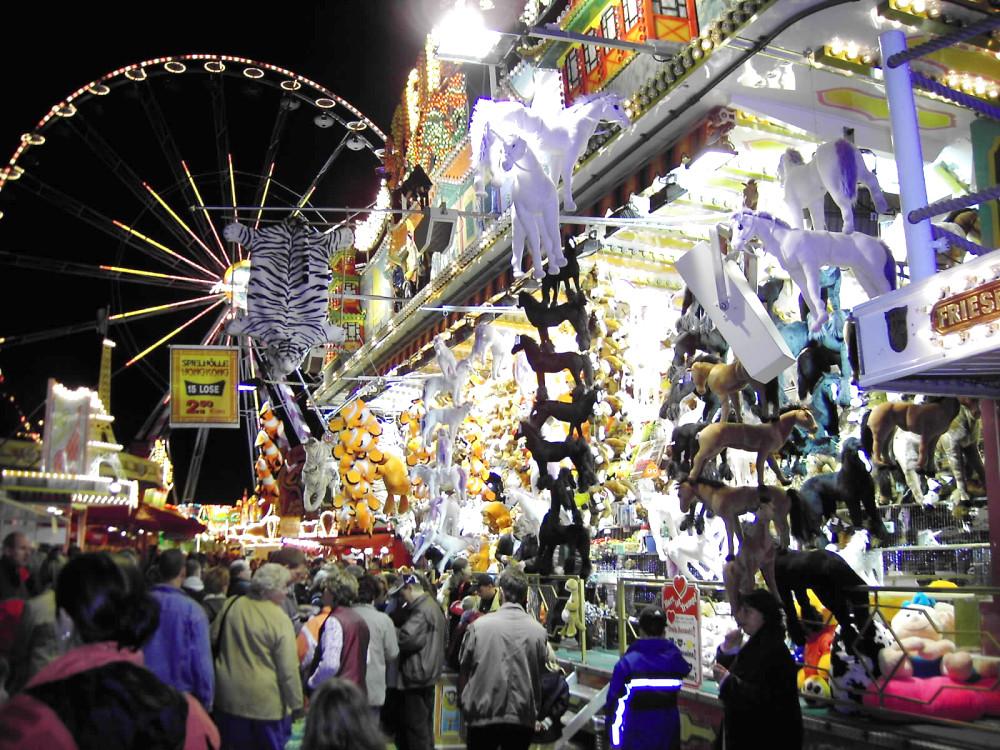
Roonkarker Mart (Stadland-Rodenkirchen)
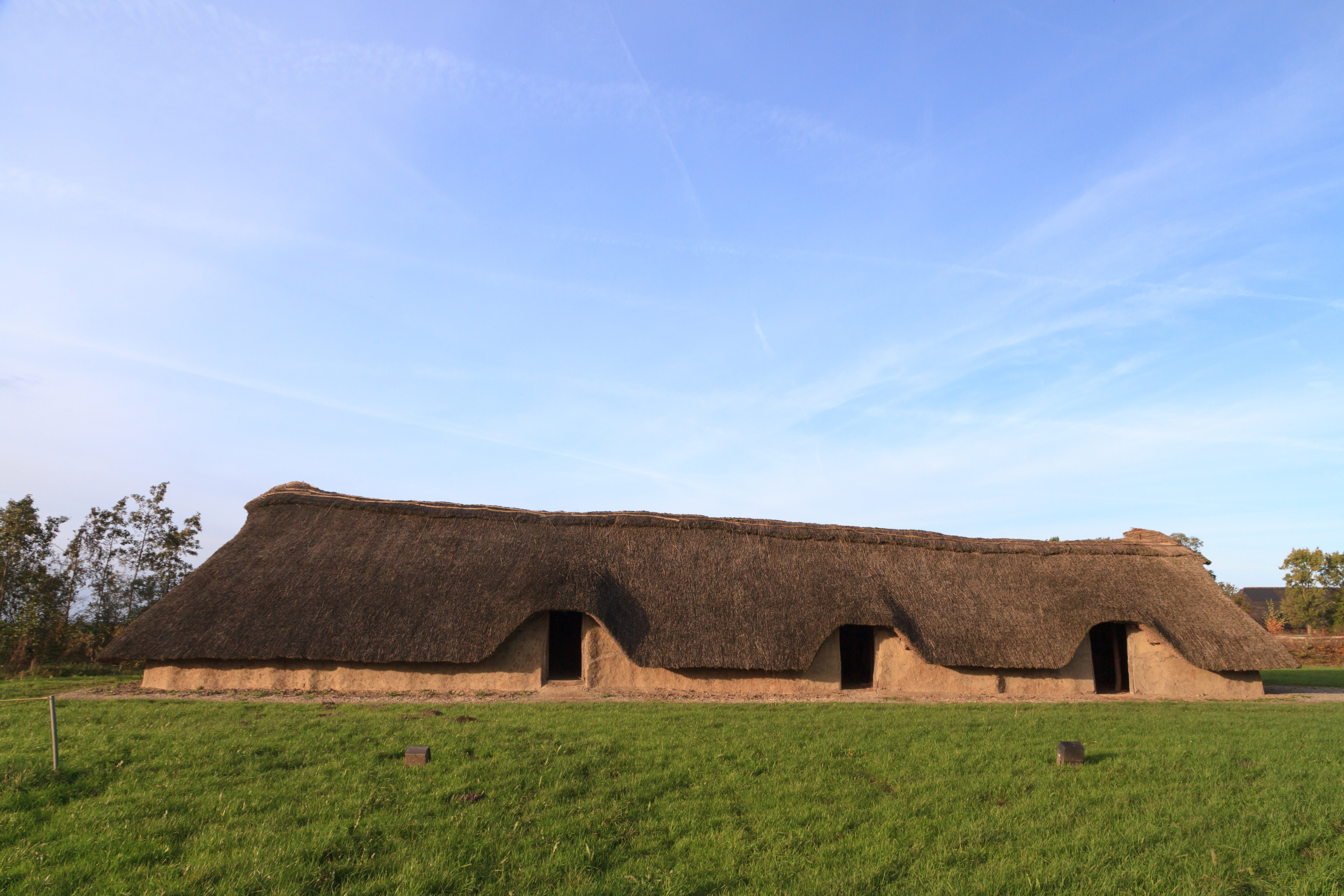
Bronstijdhuis Hahnenknoop

## Partnergemeente
Met Penly en andere plaatsen in Petit-Caux, een in 2016 ontstane fusiegemeente, departement Seine-Maritime, nabij Dieppe, Frankrijk, bestaat een jumelage sedert 1990.
- Gemeinsame Normdatei: 4105528-7
- Virtual International Authority File: 239921550

Berne · 
Brake · 
Butjadingen · 
Elsfleth · 
Jade · 
Lemwerder · 
Nordenham · 
Ovelgönne · 
Stadland